# Chirita oculata
Chirita oculata är en tvåhjärtbladig växtart som beskrevs av William Grant Craib. Chirita oculata ingår i släktet Chirita och familjen Gesneriaceae. Inga underarter finns listade i Catalogue of Life.